# Oroville (Washington)
Oroville és una població dels Estats Units a l'estat de Washington. Segons el cens del 2000 tenia 1.653 habitants.

## Demografia
Segons el cens del 2000, Oroville tenia 1.653 habitants, 691 habitatges, i 433 famílies. La densitat de població era de 514,7 habitants per km².
Dels 691 habitatges en un 32,1% hi vivien nens de menys de 18 anys, en un 45,6% hi vivien parelles casades, en un 13,3% dones solteres, i en un 37,2% no eren unitats familiars. En el 32% dels habitatges hi vivien persones soles el 14,5% de les quals corresponia a persones de 65 anys o més que vivien soles. El nombre mitjà de persones vivint en cada habitatge era de 2,37 i el nombre mitjà de persones que vivien en cada família era de 2,99.
Per edats la població es repartia de la següent manera: un 28,9% tenia menys de 18 anys, un 5,1% entre 18 i 24, un 25,6% entre 25 i 44, un 23,7% de 45 a 60 i un 16,7% 65 anys o més.
L'edat mediana era de 38 anys. Per cada 100 dones de 18 o més anys hi havia 88,3 homes.
La renda mediana per habitatge era de 22.301 $ i la renda mediana per família de 30.114 $. Els homes tenien una renda mediana de 25.833 $ mentre que les dones 21.750 $. La renda per capita de la població era de 12.220 $. Aproximadament el 22,6% de les famílies i el 28,9% de la població estaven per davall del llindar de pobresa.

## Poblacions més properes
El següent diagrama mostra les poblacions més properes.